# Isle of Raasay
Isle of Raasay är en ö i Storbritannien.   Den ligger i kommunen Highland och riksdelen Skottland, i den nordvästra delen av landet, 700 km nordväst om huvudstaden London. Arean är 64 kvadratkilometer.
Terrängen på Isle of Raasay är lite kuperad. Öns högsta punkt är 418 meter över havet. Den sträcker sig 21,0 kilometer i nord-sydlig riktning, och 6,7 kilometer i öst-västlig riktning.